# 栄州非常滑走路
栄州非常滑走路（ヨンジュひじょうかっそうろ、韓国語: 영주비상활주로）は、大韓民国慶尚北道栄州市安定面にある非常滑走路である。道路上の一部区間を道幅の広い直線区間とすることにより、軍用機の離着陸を可能としたもので、安定飛行場とも呼ばれる。
長さ2578m、幅44m。醴泉所在の韓国空軍第16戦闘飛行団の管轄である。
道幅は8車線分に相当するが、通行は中央部の車線に規制されており、外側の車線は近隣の農家が収穫期に稲の乾燥に使用している。かつては国道5号線と国道36号線の重複区間の一部であったが、南側に建設されていた迂回路が完成し、2005年12月以降は迂回路が国道として使用されている。